# رؤى المدينة

شعار مشروع رؤى المدينة.

مشروع رؤى المدينة هو مشروع تطوير يهدف للارتقاء بالخدمات المقدمة لضيوف الرحمن بالمدينة المنورة كوجهة إسلامية وثقافية عصرية. تطور المشروع وتنفذه شركة رؤى المدينة القابضة، المملوكة بالكامل لصندوق الاستثمارات العامة السعودي. في 24 أغسطس 2022 أعلن ولي العهد الأمير محمد بن سلمان بن عبدالعزيز، إطلاق أعمال البنية التحتية والمخطط العام للمشروع، في المنطقة الواقعة شرق المسجد النبوي الشريف. وأكد أن المشروع يتماشى مع مستهدفات رؤية المملكة 2030 في رفع الطاقة الاستيعابية لتيسير استضافة 30 مليون معتمر بحلول عام 2030 وسيتم تنفيذه على أعلى المعايير العالمية.

## الوصف
يقام المشروع على مساحة إجمالية تقدر بـ 1,5 مليون متر مربع، حيث يستهدف إنشاء 47 ألف وحدة ضيافة بحلول عام 2030، إضافة إلى الساحات المفتوحة والمناطق الخضراء التي تيسر وصول الزوار إلى المسجد النبوي الشريف، إذ سيتم تخصيص 63% كمناطق مفتوحة ومساحات خضراء من مساحة المشروع.
ويتميز المشروع الذي تم تصميمه وفق أعلى المعايير العالمية؛ بالعديد من الحلول المتكاملة للنقل وتشمل 9 محطات لحافلات الزوار، ومحطة قطار مترو، ومسار للمركبات ذاتية القيادة، ومواقف سيارات تحت الأرض، وذلك بهدف تسهيل تنقل الزوار إلى المسجد النبوي، بما يسهم في دعم النشاط السكني والتجاري، وكذلك توفير العديد من فرص العمل.